# Plínio Gayer
Plínio Gayer (Santiago, 20 de julho de 1898 — Rio de Janeiro, 8 de julho de 1953) foi um político brasileiro, eleito deputado federal por Goiás.

## Biografia
Filho de Frederico Gayer e de Maria Fausta Gayer, Plínio Gayer nasceu na cidade de Santiago, em Rio Grande do Sul, no dia 20 de julho de 1898. Formou-se pela Faculdade de Medicina da Universidade Federal do Rio de Janeiro. Iniciou sua carreira política como vereador e prefeito de Camanducaia, em Minas Gerais, e de Caiapônia, em Goiás. No pleito de outubro de 1950, foi eleito deputado federal por Goiás na legenda do Partido Social Democrático (PSD), assumindo o mandato em fevereiro do ano seguinte.
Plínio Gayer cometeu suicídio nas dependências da Câmara dos Deputados, no Rio de Janeiro, em 8 de julho de 1953.